# Contea di Willacy
La contea di Willacy in inglese Willacy County è una contea dello Stato del Texas, negli Stati Uniti. La popolazione al censimento del 2010 era di 22 134 abitanti. Il capoluogo di contea è Raymondville. La contea è stata creata nel 1911 ed organizzata l'anno successivo.

## Geografia
| Anno | Popolazione | ±%     |
| ---- | ----------- | ------ |
| 1930 | 10,499      | Note:  |
| 1940 | 13,230      | 26.0%  |
| 1950 | 20,920      | 58.1%  |
| 1960 | 20,084      | −4.0%  |
| 1970 | 15,570      | −22.5% |
| 1980 | 17,495      | 12.4%  |
| 1990 | 17,705      | 1.2%   |
| 2000 | 20,082      | 13.4%  |
| 2010 | 22,134      | 10.2%  |

Secondo l'Ufficio del censimento degli Stati Uniti d'America la contea ha un'area totale di 784 miglia quadrate (2030 km²), di cui 591 miglia quadrate (1530 km²) sono terra, mentre 194 miglia quadrate (500 km², corrispondenti al 25% del territorio) sono costituiti dall'acqua. Confina con il Golfo del Messico.

### Strade principali
- Interstate 69E
- U.S. Highway 77
- State Highway 186
- Farm to Market Road 498

### Contee adiacenti
- Kenedy County (nord)
- Cameron County (sud)
- Hidalgo County (ovest)

### Aree nazionali protette
- Laguna Atascosa National Wildlife Refuge
- Padre Island National Seashore

## Istruzione
Nella contea sono presenti i seguenti distretti scolastici:
- Lasara Independent School District
- Lyford Consolidated Independent School District
- Raymondville Independent School District
- San Perlita Independent School District
- South Texas Independent School District

## Carceri
Raymondville, il capoluogo di contea, è sede di tre carceri, tutti adiacenti l'uno con l'altro:
- Willacy County Correctional Center (chiuso nel 2015)
- Willacy County Regional Detention Center
- Willacy County State Jail

## Media
- KFRQ 94.5FM - Sito ufficiale
- KKPS 99.5FM - Sito ufficiale
- KNVO 101.1FM - Sito ufficiale
- KVLY 107.9FM - Sito ufficiale